# Ігл (Вісконсин)
Ігл (англ. Eagle) — селище (англ. village) в США, в окрузі Вокеша штату Вісконсин. Населення — 2071 особа (2020).

## Географія
Ігл розташований за координатами 42°52′49″ пн. ш. 88°28′7″ зх. д. / 42.88028° пн. ш. 88.46861° зх. д. (42.880339, -88.468706).  За даними Бюро перепису населення США в 2010 році селище мало площу 3,45 км², з яких 3,44 км² — суходіл та 0,00 км² — водойми.

## Демографія
Згідно з переписом 2010 року, у селищі мешкало 1950 осіб у 684 домогосподарствах у складі 536 родин. Густота населення становила 566 осіб/км².  Було 704 помешкання (204/км²).
Расовий склад населення:
| - 98,3 % — білих - 0,4 % — азіатів - 0,1 % — корінних американців - 0,1 % — чорних або афроамериканців - 1,0 % — осіб інших рас |

До двох чи більше рас належало 0,2 %. Частка іспаномовних становила 2,1 % від усіх жителів.
За віковим діапазоном населення розподілялося таким чином: 30,4 % — особи молодші 18 років, 62,0 % — особи у віці 18—64 років, 7,6 % — особи у віці 65 років та старші. Медіана віку мешканця становила 35,3 року. На 100 осіб жіночої статі у селищі припадало 103,3 чоловіків;  на 100 жінок у віці від 18 років та старших — 99,6 чоловіків також старших 18 років.
Середній дохід на одне домашнє господарство  становив 81 756 доларів США (медіана — 77 069), а середній дохід на одну сім'ю — 88 202 долари (медіана — 81 250). Медіана доходів становила 57 391 долар для чоловіків та 43 750 доларів для жінок. За межею бідності перебувало 12,9 % осіб, у тому числі 24,6 % дітей у віці до 18 років та 2,0 % осіб у віці 65 років та старших.
Цивільне працевлаштоване населення становило 1014 осіб. Основні галузі зайнятості: виробництво — 20,5 %, освіта, охорона здоров'я та соціальна допомога — 17,3 %, роздрібна торгівля — 10,8 %, науковці, спеціалісти, менеджери — 10,4 %.